# Kombinat Technische Textilien
Der VEB Kombinat Technische Textilien Karl-Marx-Stadt war ein Kombinat in der Deutschen Demokratischen Republik.
Die Betriebe des Kombinats produzierten verschiedene Arten technischer Textilien. Beispiele für Produkte des Kombinats sind Zelte, Rucksäcke, Faltboote, Seile und Netze, Einlagegewebe, Verpackungssäcke, Planen, Segeltuche, Filtertuche, Treibriemen und Förderbänder sowie eine Vielzahl weiterer Erzeugnisse. Als Hersteller von LKW-, Panzer-, Flugzeug- und Geschützbespannungen, von Grundgeweben für Schlauchboote, Kampfanzüge und Tarndruckplanen war das Kombinat ein nennenswerter Rüstungslieferant. Rund 13 % der Warenproduktion konnten 1986 der Rüstungsproduktion zugeordnet werden. Vorgänger des 1979 gegründeten Kombinats war die VVB Technische Textilien, die bis 1965 als VVB Bastfaser firmierte.
Als Stammbetrieb des Kombinats fungierte ab 1986 der VEB Technotex Karl-Marx-Stadt, der zuvor unter dem Namen VEB Ingenieurbüro und Rationalisierungsmittelbau Technische Textilien Karl-Marx-Stadt operierte.
Das Kombinat unterstand dem Ministerium für Leichtindustrie. Weitere zentral geleitete Kombinate im Zuständigkeitsbereich dieses Ministeriums sind in der Liste von Kombinaten der DDR aufgeführt.
Im Zuge der Wende und der anschließenden Wiedervereinigung wurde das Kombinat 1990 aufgelöst und seine Betriebe wurden privatisiert.

## Zugehörige Betriebe
Zum Kombinat gehörten zuletzt die folgenden Betriebe: 
- VEB Technotex Karl-Marx-Stadt; (Stammbetrieb)
- VEB Einlagegewebe Hainichen
- VEB Erzgebirgische Seilerwarenfabriken Annaberg-Buchholz (Erseila)
- VEB Favorit Taucha
- VEB Folienerzeugnisse Brandenburg
- VEB Fortschritt Textil- und Lederverarbeitung Magdeburg
- VEB Plastbeschichtung und Konfektion Technischer Textilien Fehrbellin (Plakotex)
- VEB Spezialpolierscheiben Dresden
- VEB Technische Filze Wurzen
- VEB Technische Textilien Meerane
- VEB Technische Textilien Reichenbach
- VEB Textil- und Plastverarbeitung Forst
- VEB Textil- und Plastverpackungen Dresden
- VEB Textil- und Veredelungsbetrieb Neugersdorf
- VEB Textile Verpackungsmittel Weida
- VEB Textilverarbeitungswerk Lößnitz
- VEB Textilwerke Mühlhausen
- VEB Vereinigte Grobgarnwerke Kirschau (VEGRO)
- VEB Vereinigte Leinenindustrie Großpostwitz
- VEB Vereinigte Netz- und Seilwerke Heidenau
- VEB Vliestextilien Lößnitztal
- VEB Wolldeckenfabrik Aschersleben
- VEB Wolldeckenfabrik Thomas Münzer Mühlhausen
- VEB Zentrales Rohstoff- und Ersatzteillager Technische Textilien Grüna